# Marshall Hain
Marshall Hain war ein britisches Popduo, das aus dem Keyboarder Julian Marshall und der Sängerin Kit Hain bestand.

## Mitglieder

### Kit Hain
Kit Hain (* 15. Dezember 1956 in Cobham, Surrey) kannte Julian Marshall schon aus ihrer Schulzeit in Plymouth. Sie studierte Psychologie in London und betätigte sich nebenbei in der Folkmusik, sie schrieb Songs und sang. Dabei traf sie wieder auf Marshall und arbeitete eine Zeit lang mit ihm zusammen.
Nach ihrer gemeinsamen Zeit nahm Hain noch drei Solo-LPs auf: Spirits Walking Out (1981) – Alternativtitel: Looking for You –, School for Spies (1983) und Cry Freedom (1995), die sich nur mäßig verkauften. Sie siedelte in den 1980er Jahren in die USA über und betätigte sich in erster Linie nur noch als Songwriterin. Ihre Stücke wurden u. a. von Cher, Roger Daltrey und Fleetwood Mac aufgenommen.
Unter ihrem Ehenamen Grindstaff ist sie als Schriftstellerin in Erscheinung getreten. Für ihr Jugendbuch The Flame in the Mist erhielt sie 2014 einen Crystal Kite Award der Society of Children’s Book Writers and Illustrators.

### Julian Marshall
Julian Marshall (* 16. März 1954 in Exeter Devon, England) ging nach der Schulzeit nach London, um Musik an der Dartington Hall School und dem Royal College of Music zu studieren. Er spielte viel Jazzmusik und gründete eine eigene Band. In einem Londoner Jazzclub traf er dann wieder auf Kit Hain. Nach einer gemeinsamen Zeit als Marshall Hain wirkte er im Jahr 1979 bei der Gruppe The Flying Lizards mit und bildete in den 1980er Jahren mit der Sängerin Deborah Berg das Duo Eye to Eye, das zwei Alben veröffentlichte, ohne damit Erfolg zu haben. Heute arbeitet er als Dozent.

## Bandgeschichte
Julian Marshall und Kit Hain begannen 1976 gemeinsam Musik zu schreiben und zu spielen. Den beiden gelang im Sommer 1978 mit dem discotauglichen Titel Dancing in the City ein großer internationaler Erfolg; in Großbritannien Platz 3, in der Schweiz Platz 4 und in Deutschland sogar für eine Woche Platz 1. Die nachfolgende Single, das langsamere Coming Home, erreichte noch die Position 39 in den britischen Charts. Die LP Free Ride schaffte es im Oktober 1978 in Deutschland auf Platz 44 der Charts, konnte sich aber in den englischsprachigen Ländern nicht platzieren und das Duo löste sich 1979 wieder auf. Marshall Hain blieb ein One-Hit-Wonder.

## Diskografie
Alben
- 1978: Free Ride

Singles
- 1978: Dancing in the City
- 1978: Coming Home
- 1987: Dancing in the City (Summer City ’87)
- 1992: Dancing in the City (Steve Proctor Summer ’92 Remix)